# II Liceum Ogólnokształcące z Oddziałami Dwujęzycznymi im. Stefana Batorego w Warszawie

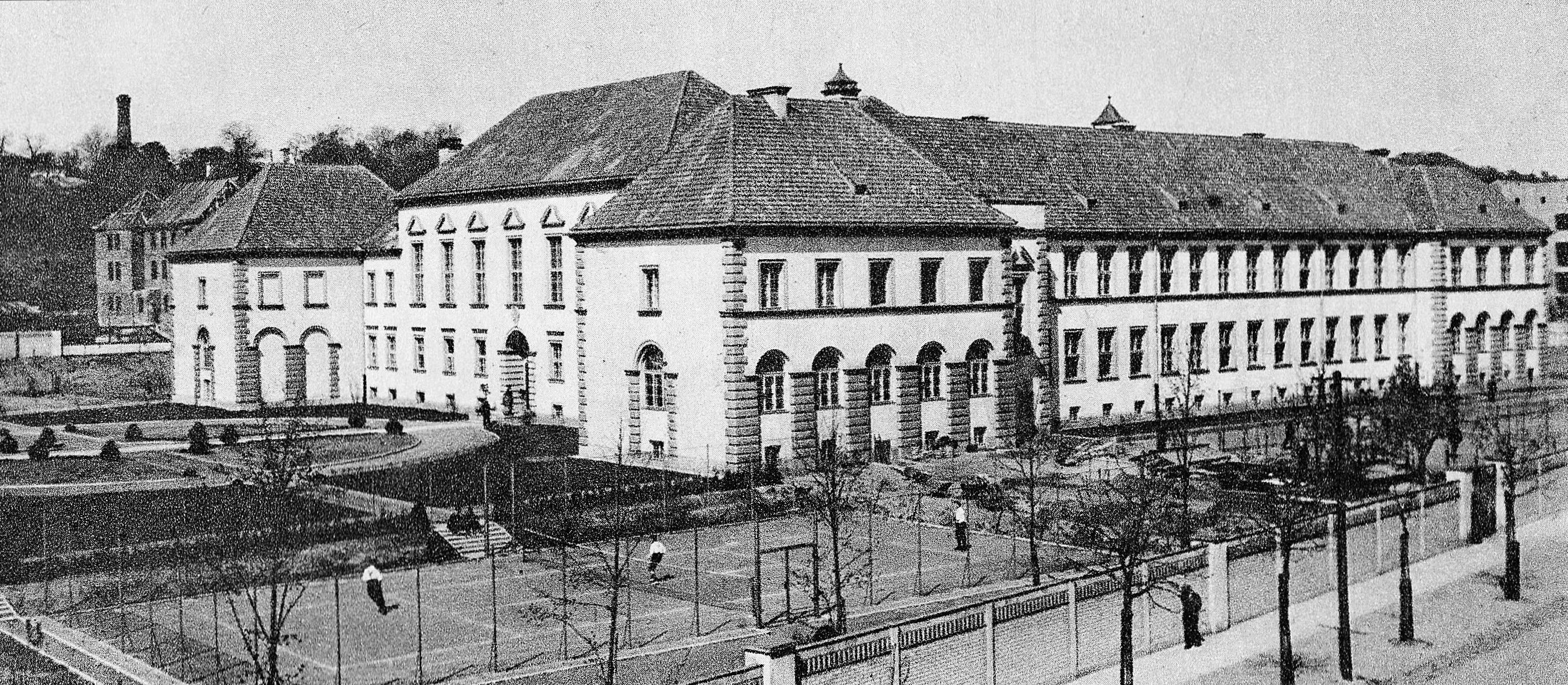
Gmach szkoły w 1927

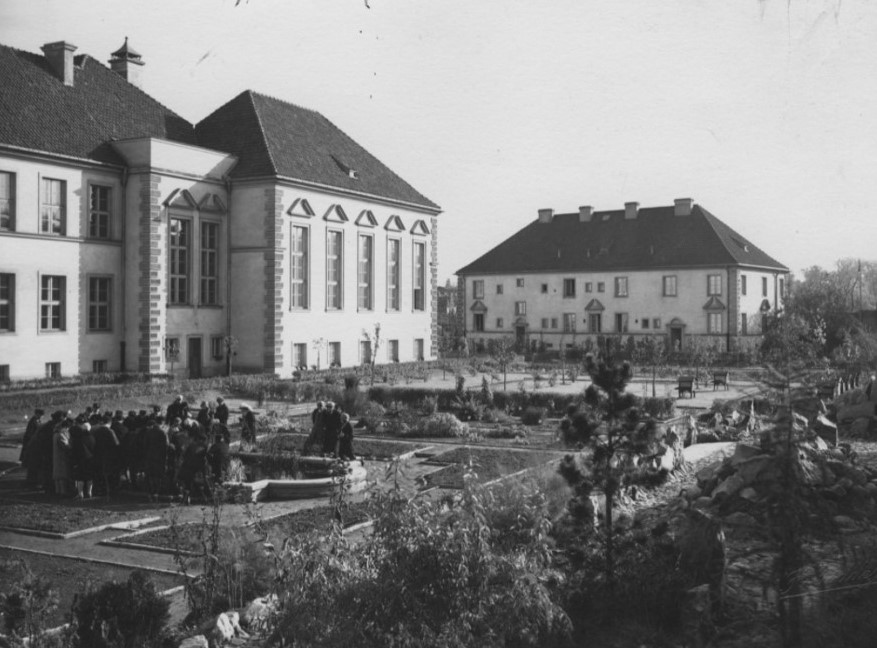
Okres międzywojenny. Uczniowie w ogrodzie szkoły, przy zbiorniku roślin słodkowodnych

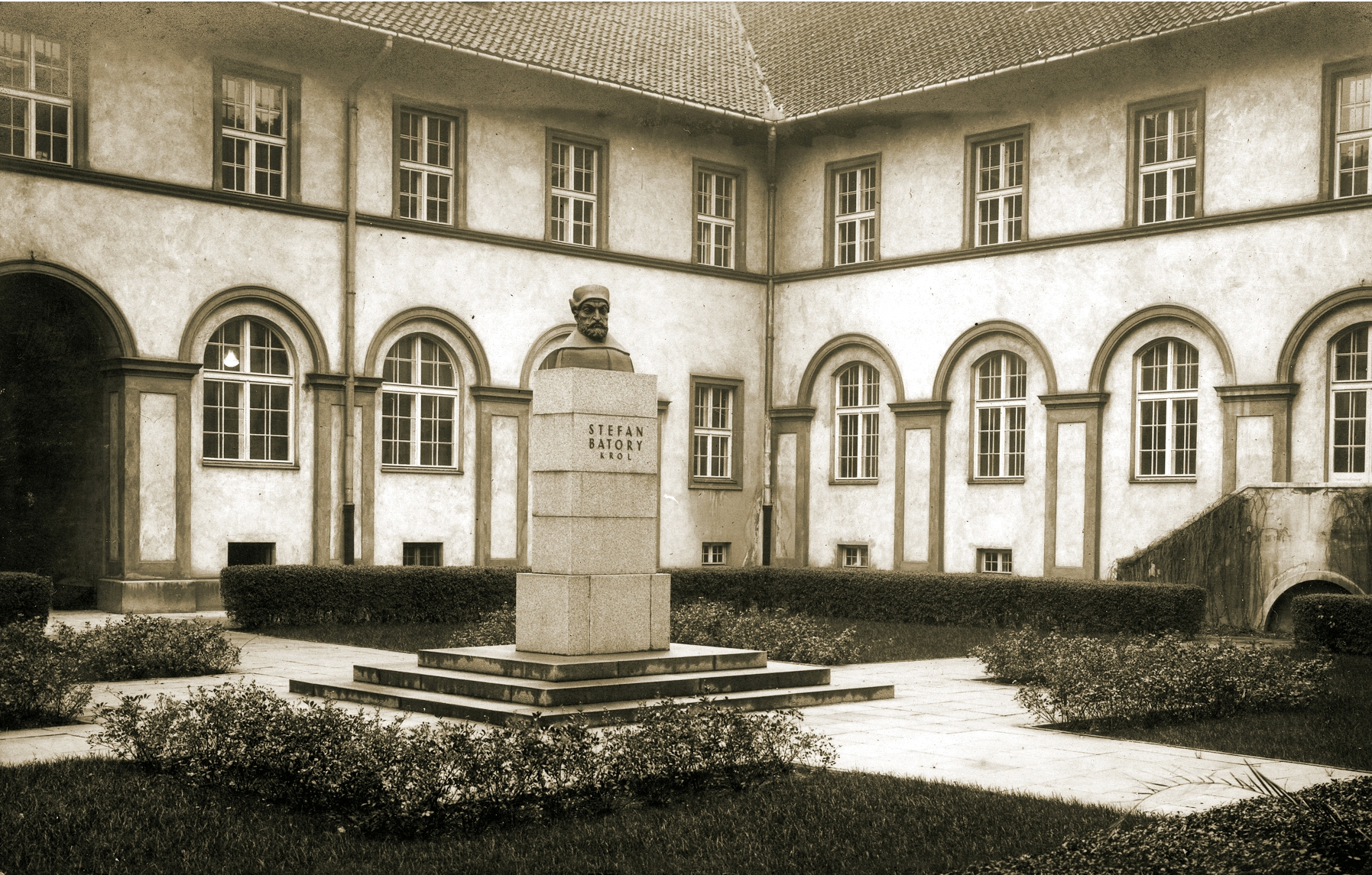
Dziedziniec szkoły z pomnikiem Stefana Batorego, lata 30. XX wieku

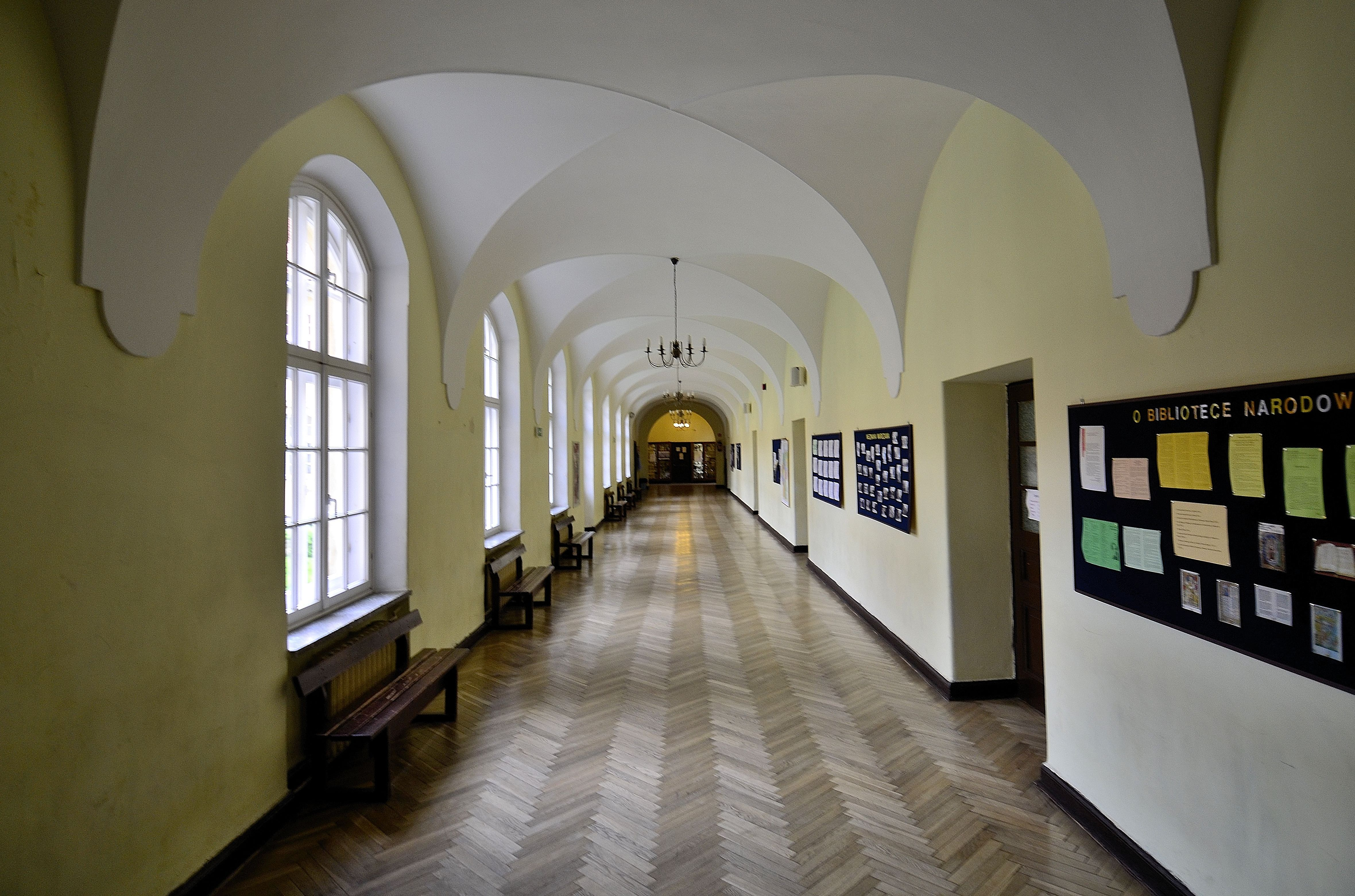
Korytarz na parterze

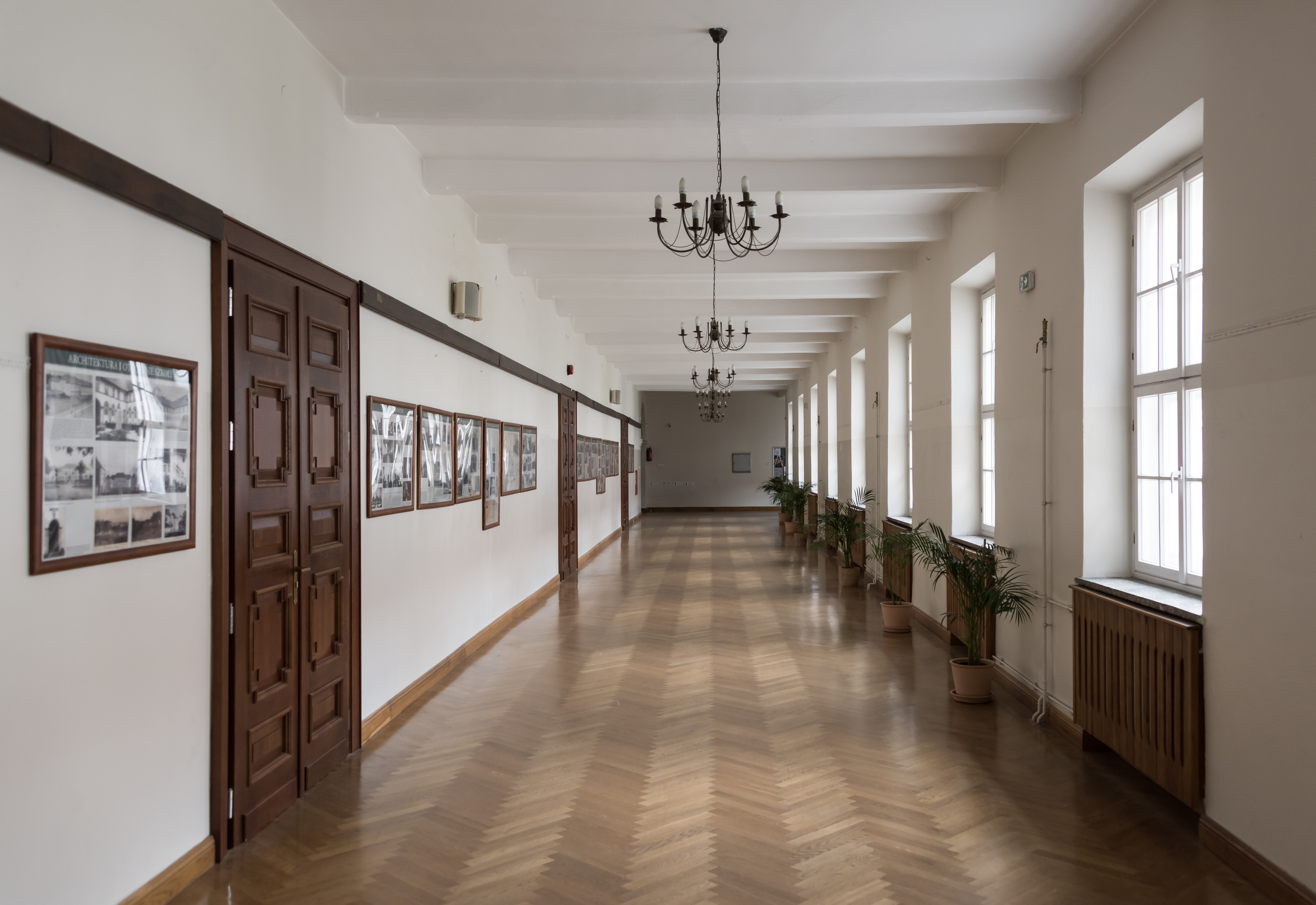
Korytarz na pierwszym piętrze

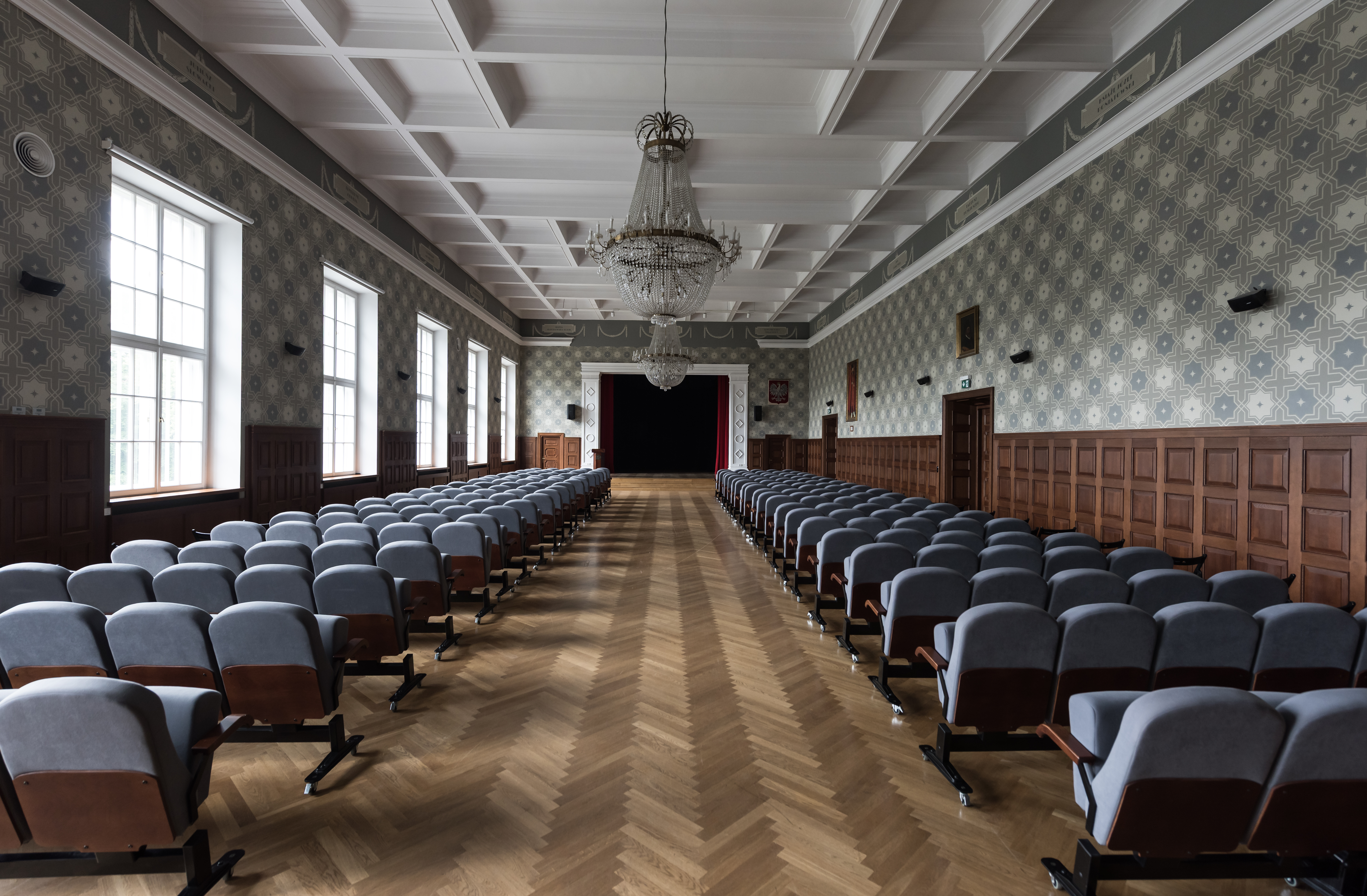
Aula

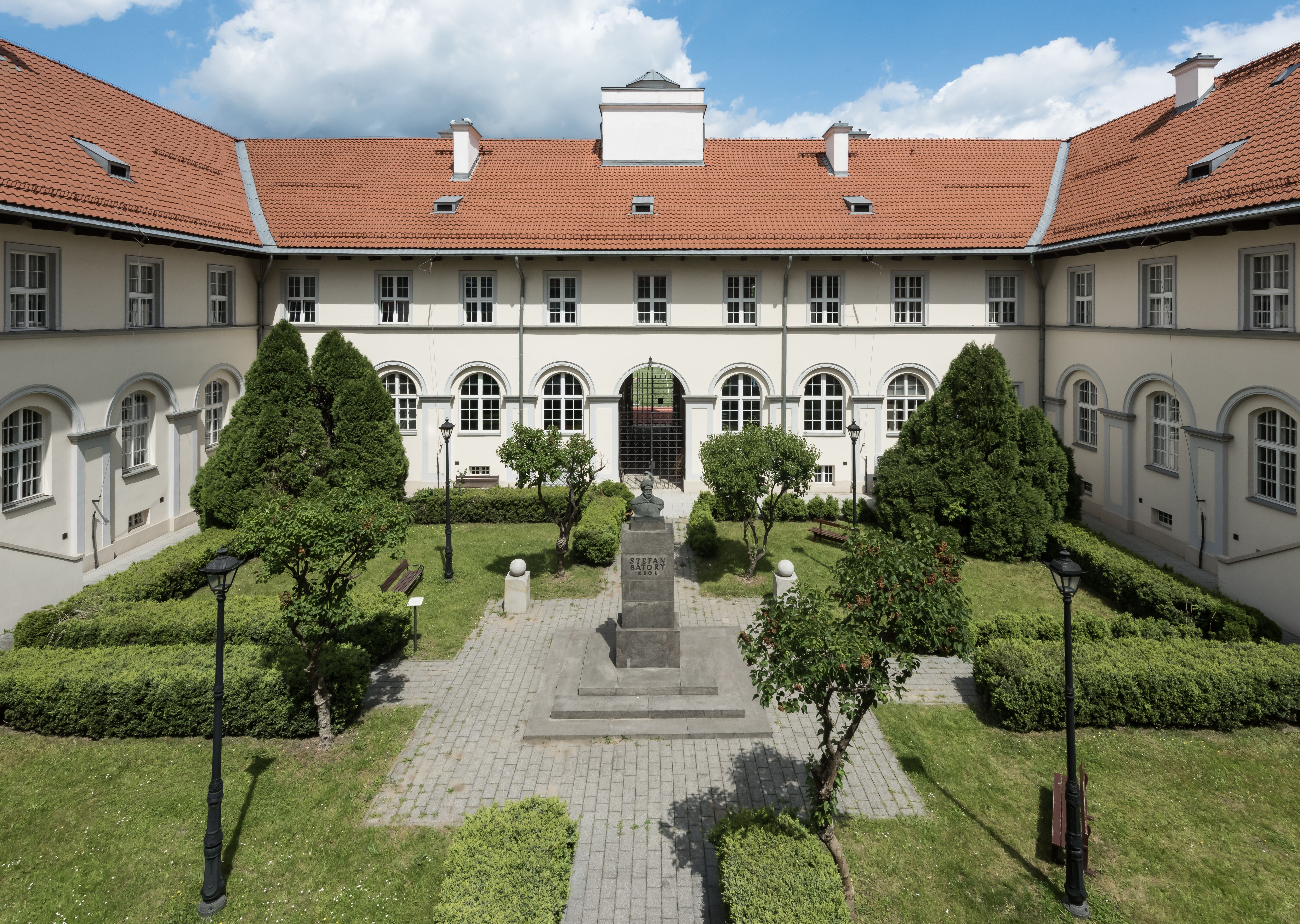
Dziedziniec wewnętrzny szkoły (tzw. patio)

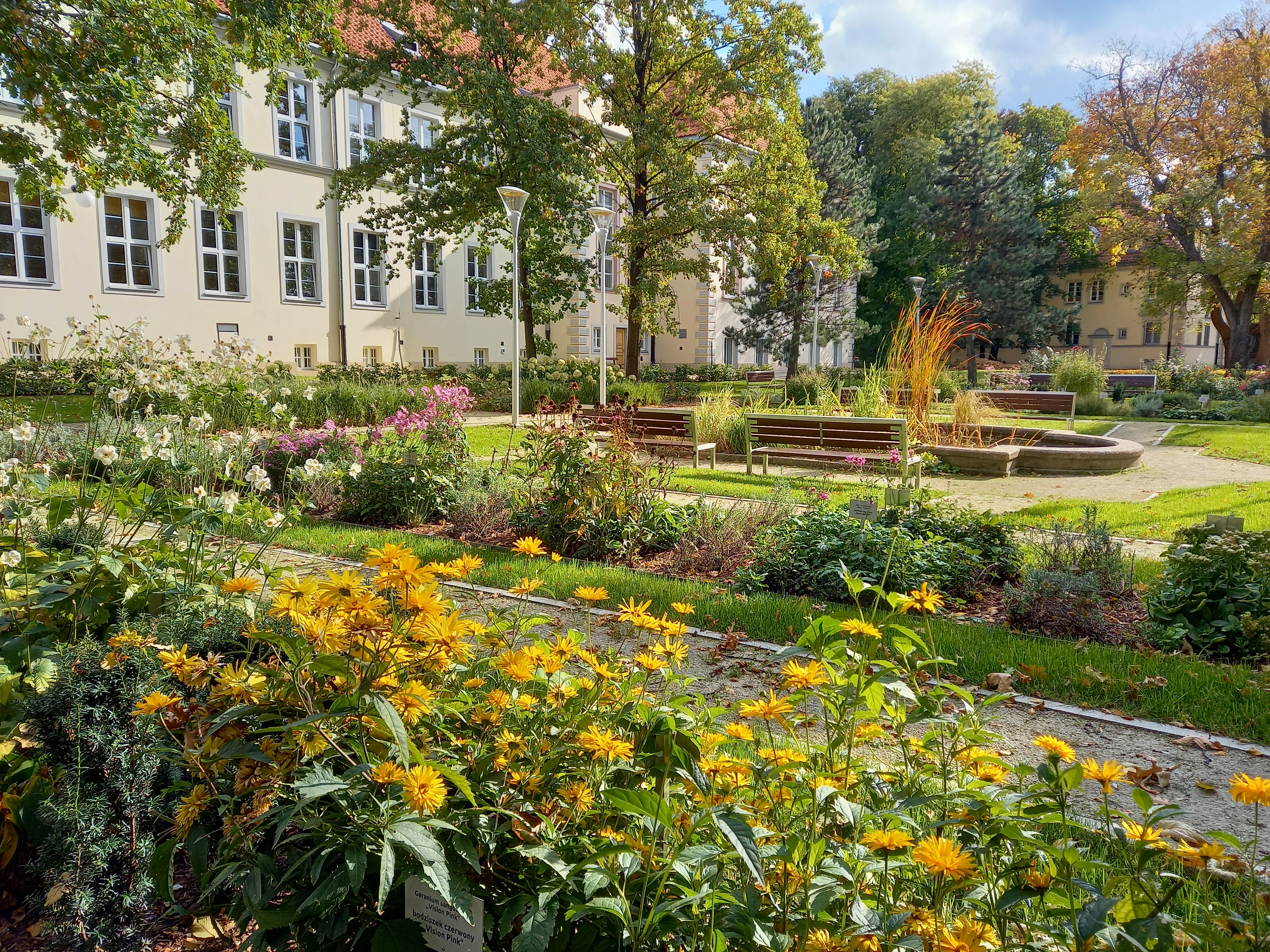
Ogród botaniczny

II Liceum Ogólnokształcące z Oddziałami Dwujęzycznymi im. Stefana Batorego w Warszawie – liceum ogólnokształcące znajdujące się przy ul. Myśliwieckiej 6 w Warszawie.

## Historia
Gimnazjum im. Stefana Batorego w Warszawie zostało założone 1 września 1918 jako Królewsko-Polskie Gimnazjum imienia Stefana Batorego przez Ministra Wyznań Religijnych i Oświecenia Publicznego Antoniego Ponikowskiego, przy istotnym wkładzie Tadeusza Łopuszańskiego.
28 września 1918 odbyła się inauguracja pierwszego roku szkolnego w budyneku przy ul. Kapucyńskiej 21 w Warszawie. Pierwszym dyrektorem szkoły został Zdzisław Rudzki, rekomendowany przez ministra Ponikowskiego. Po odzyskaniu przez Polskę niepodległości zmieniono nazwę na Państwowe Gimnazjum im. Stefana Batorego. Warunki lokalowe nie pozwalały na efektywne prowadzenie zajęć, np. nauk matematyczno-przyrodniczych, dlatego w 1922 rozpoczęto budowę gmachu przy ul. Myśliwieckiej 6. Projektantem obiektu był Tadeusz Tołwiński. Czworokątny gmach z dziedzińcem oraz czterema alkierzami powstał w inspiracji renesansowym palazzo in fortezza.
15 września 1924 odbyła się inauguracja roku szkolnego w nowym gmachu. O rok dłużej porządkowano i zagospodarowywano teren wokół niego, utworzono m.in. ogród botaniczny, boiska i place tenisowe. W tym samym czasie laboratoria szkoły zostały wyposażone w nowoczesny, jak na tamte czasy, sprzęt. Unikatowe było obserwatorium astronomiczne, umieszczone w wieżyczce w północnym skrzydle budynku. W podziemiach znajdował się dostępny dla uczniów basen, przez wiele lat pozostający jedyną w Polsce wewnętrzną pływalnią szkoły średniej.
W roku szkolnym 1930/1931 w szkole uczyło się 343 uczniów. W okresie międzywojennym była to szkoła męska.
Placówka wyróżniała się doskonałym gronem nauczycielskim, należy wymienić m.in. Stanisława Młodożeńca (język polski), Stanisława Arnolda (historia), Stanisława Malca (fizyka), Gustawa Wuttke (geografia), czy Adama Zieleńczyka (filozofia). Poziom szkoły pomagali utrzymać jej dyrektorzy: Zdzisław Rudzki, Wiktor Ambroziewicz czy Mieczysław Radwański.
W 1931 powstał hymn szkoły szkoły Pochodem idziemy uczniowska gromada, którego słowa napisał Stanisław Młodożeniec, muzykę skomponował Witold Lutosławski.
27 września 1933, w czterechsetlecie urodzin Stefana Batorego, na dziedzińcu szkoły odsłonięto jego pomnik dłuta Tadeusza Szadeberga, który został zniszczony w czasie wojny. W 1991 wzniesiono nowy, ufundowany przez Stowarzyszenie Wychowanków Gimnazjum i Liceum im. Stefana Batorego.
We wrześniu 1939 w gmachu szkoły umieszczono rannych i chorych, tworząc tymczasową filię pobliskiego Szpitala Ujazdowskiego. Później w budynku szkolnym działała niemiecka szkoła podstawowa Deutsche Schule (1939/1940) oraz średnia Deutsche Oberschule (1940/1945). Deutsche Schule była pierwszą szkołą niemiecką w okupowanej Warszawie, którą otworzył osobiście gubernator Hans Frank. 1 sierpnia 1944 powstańcy zaatakowali budynek od strony ulicy Rozbrat, jednak zmasowany ogień broni maszynowej niemieckiej załogi zmusił ich do wycofania się na ulicę Przemysłową.
Podczas okupacji niemieckiej szkoła zorganizowała tajne nauczanie, którym objęto około 600 uczniów, wydano 182 wojenne matury.
Wielu uczniów, absolwentów i nauczycieli szkoły, m.in. Jan Bytnar, Maciej Aleksy Dawidowski, Tadeusz Zawadzki (bohaterowie książki Kamienie na szaniec) i Krzysztof Kamil Baczyński, walczyło w czasie II wojny światowej.
W 1945 budynek szkoły był jednym z najlepiej zachowanych budynków szkolnych w lewobrzeżnej Warszawie. Szkoła wznowiła działalność przed 3 marca 1945. Po wojnie władze zmieniły placówki nazwę na Państwowe Gimnazjum i Liceum im. Stefana Batorego, nadały numer drugi i status szkoły koedukacyjnej.
W 1950 budynek przy Myśliwieckiej 6 został również siedzibą Wyższej Szkoły Pedagogicznej, która zajęła pierwsze piętro. Przez dwa lata obie funkcjonowały w jednym budynku. W 1952 szkole zmieniono nazwę na X Szkołę Ogólnokształcącą Stopnia Licealnego Towarzystwa Przyjaciół Dzieci i przeniesiono do gmachu przy ul. Czerniakowskiej 128.
W 1958 szkoła powróciła do gmachu na ulicy Myśliwieckiej i do poprzedniej nazwy szkoły, oficjalnie brzmiącej II Liceum im. Stefana Batorego.
W stanie wojennym uczniowie szkoły zorganizowali protest potępiający pacyfikację strajku w kopalni „Wujek”: trzynastego każdego miesiąca przychodzili ubrani na czarno i na dużych przerwach milczeli. 16 lutego 1982 uczeń Piotr Cichocki umieścił na tablicy apel o uczczenie pamięci zamordowanych górników. Wtedy ówczesna dyrektor szkoły Teresa Garncarzyk wezwała funkcjonariuszy Służby Bezpieczeństwa, którzy wyprowadzili ucznia ze szkoły zakutego w kajdany. W sądzie bronił go adwokat Edward Wende, któremu udało się doprowadzić do uniewinnienia chłopca, pomimo obciążających zeznań składanych przez dyrektorkę Liceum.
W 1996 szkołę odwiedziła królowa Elżbieta II, a w 1997 – piosenkarz Michael Jackson.
W 1999 wraz ze zmianą ustroju szkolnego przy Liceum im. Stefana Batorego utworzono gimnazjum (Gimnazjum Nr 33 im. Stefana Batorego). Obie szkoły nazwano wtedy Zespół Szkół Nr 6 Gminy Centrum m.st. Warszawy. W 2004 miasto zmieniło nazwę zespołu na Zespół Szkół Nr 66 m.st. Warszawy. Mimo istnienia tych nazw zazwyczaj używana była przedwojenna nazwa szkoły – Gimnazjum i Liceum im. Stefana Batorego.
W 2006 zmieniono nazwy szkół: Gimnazjum Nr 33 im. Stefana Batorego z oddziałami dwujęzycznymi oraz II Liceum Ogólnokształcące im. Stefana Batorego z oddziałami dwujęzycznymi. Nazwa Zespołu Szkół nie uległa zmianie.
W 2010 budynek szkoły, dwie oficyny oraz ogrodzenie z bramą wjazdową zostały wpisane do rejestru zabytków.
W 2017 w związku z reformą systemu oświaty zlikwidowano gimnazjum, a szkoła nosi nazwę II Liceum Ogólnokształcące z Oddziałami Dwujęzycznymi im. Stefana Batorego. W roku szkolnym 2018/2019 zakończono kształcenie w wygaszanym gimnazjum.
Przy szkole działają: Stowarzyszenie Wychowanków Gimnazjum i Liceum im. Stefana Batorego (od 1984) oraz Fundacja Społeczności Liceum Batorego (od 2017) .
Od początku w szkole działa harcerstwo, chór szkolny, prowadzona jest biblioteka szkolna, a od 2003 działa muzeum szkolne .
Od 2005 w szkole jest realizowany program IB.
W szkole dbywają się imprezy uczniowskie m.in. Unikatowy Festiwal Offowy (od 2006), Warsaw Model United Nations, symulowanych obrad ONZ (od 2009) , od 2006 wydawana jest gazetka szkolna „Batorak”.
W latach 2015-2024 szkoła przeszła gruntowny remont m.in. dachu, elewacji, auli, boiska, a przy szkole odtworzono istniejący tam przed 1939 ogród botaniczny.
Szkoła od początku istnienia zajmuje czołowe miejsca w rankingach szkół średnich, jej uczniowie osiągają sukcesy zarówno na szczeblu krajowym jak i międzynarodowym.

### Nazwa
- Królewsko-Polskie Gimnazjum imienia Stefana Batorego (1 września 1918)[5]
- Państwowe Gimnazjum im. Stefana Batorego (11 listopada 1918 – 1933)[5]
- I Państwowe Gimnazjum i Liceum im. Stefana Batorego (1933–1945)[14]
- Państwowe Gimnazjum i Liceum im. Stefana Batorego (1945–1952)[23]
- X Szkoła Ogólnokształcąca Towarzystwa Przyjaciół Dzieci (1952–1958)[42]
- II Liceum Ogólnokształcące im. Stefana Batorego (1958–1999)[43]
- Zespół Szkół Nr 6 Gminy Centrum m.st. Warszawy (1999–2004)
- Zespół Szkół Nr 66 m.st. Warszawy (2004–2017)
- II Liceum Ogólnokształcące z Oddziałami Dwujęzycznymi im. Stefana Batorego (od 2017)

## Dyrektorzy szkoły[44]
- Zdzisław Rudzki 1918–1929
- Wiktor Ambroziewicz 1930–1936
- Mieczysław Radwański 1936–1944
- Roman Beranek 1945–1952
- Irena Paciorkiewicz 1952–1963
- Henryk Orski 1964–1968
- Stefan Pieńkowski 1968–1970
- Teresa Garncarzyk 1970–1992
- Małgorzata Oszmaniec 1992–2001
- Małgorzata Żuber-Zielicz 2002–2006
- Joanna Cichocka 2006–2011
- Barbara Kordas od 2011

## Nauczyciele (m.in.)
- Stanisław Arnold, nauczyciel historii
- Lechosław Domański, nauczyciel geografii
- Tadeusz Grzebieniowski, nauczyciel języka angielskiego
- Jerzy Roman Kaczyński, nauczyciel j. łacińskiego i kultury antycznej
- Aleksander Ligaszewski, nauczyciel prac ręcznych
- Grażyna Lipińska, nauczyciel fizyki i chemii
- Stanisław Malec, nauczyciel fizyki
- Wojciech Mann, nauczyciel języka angielskiego
- Stanisław Młodożeniec, nauczyciel języka polskiego
- Stanisław Niewiadomski, nauczyciel polskiego
- Władysław Olędzki, nauczyciel wychowania fizycznego
- Jan Gwalbert Olszewski, nauczyciel rysunku
- Joanna Tyrowicz, nauczyciel ekonomii
- Jan Walc, nauczyciel polskiego
- Władysława Wasilewska, nauczyciel bibliotekarz, historyk literatury
- Izabella Wojczakowska, nauczyciel wychowania fizycznego
- Gustaw Wuttke, nauczyciel geografii
- Jan Żaryn, nauczyciel historii

## Absolwenci i uczniowie  (m.in.)

### Absolwenci
- matura 1925

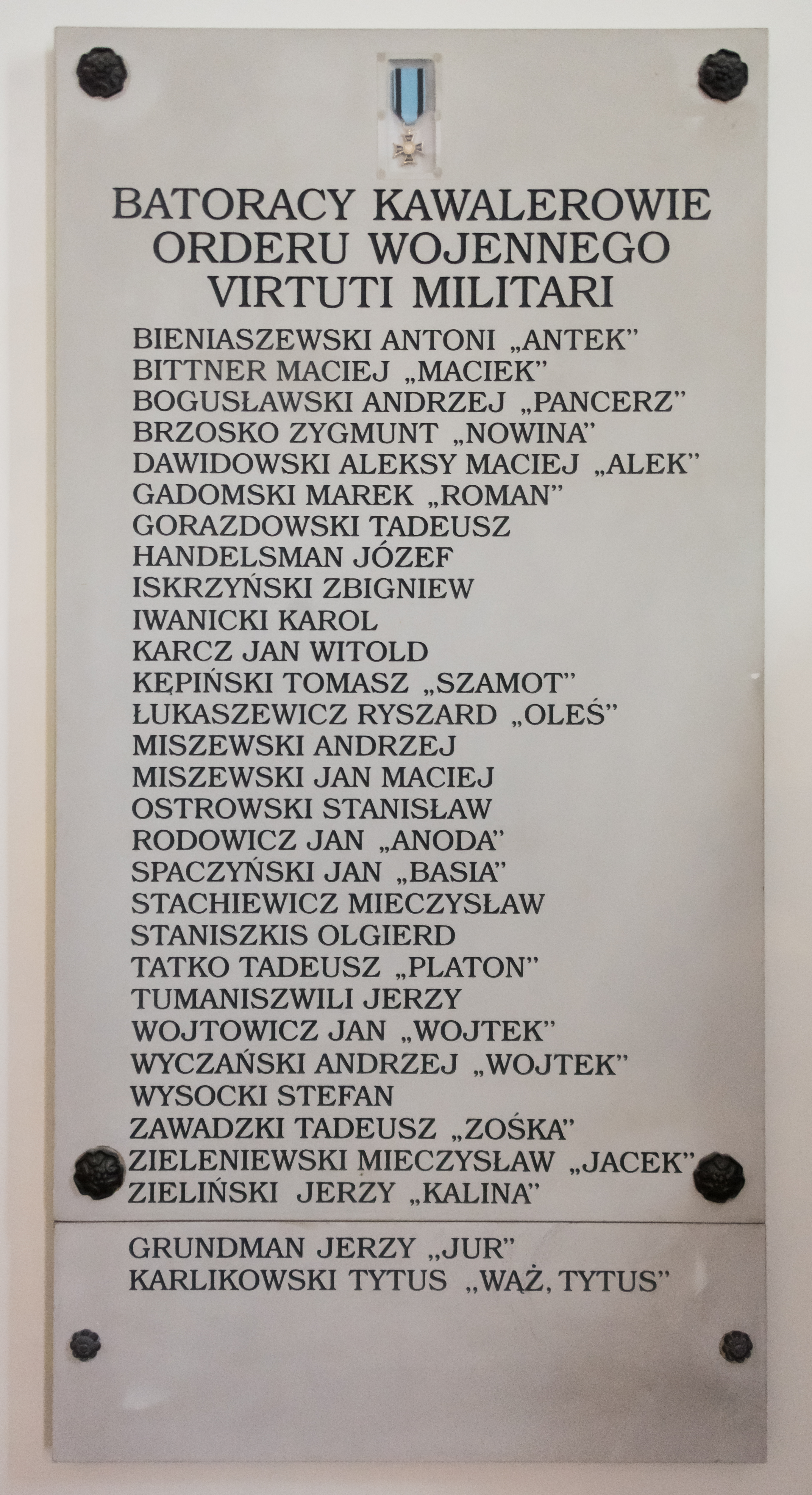
Tablica upamiętniająca absolwentów szkoły – kawalerów Orderu Virtuti Militari na parterze

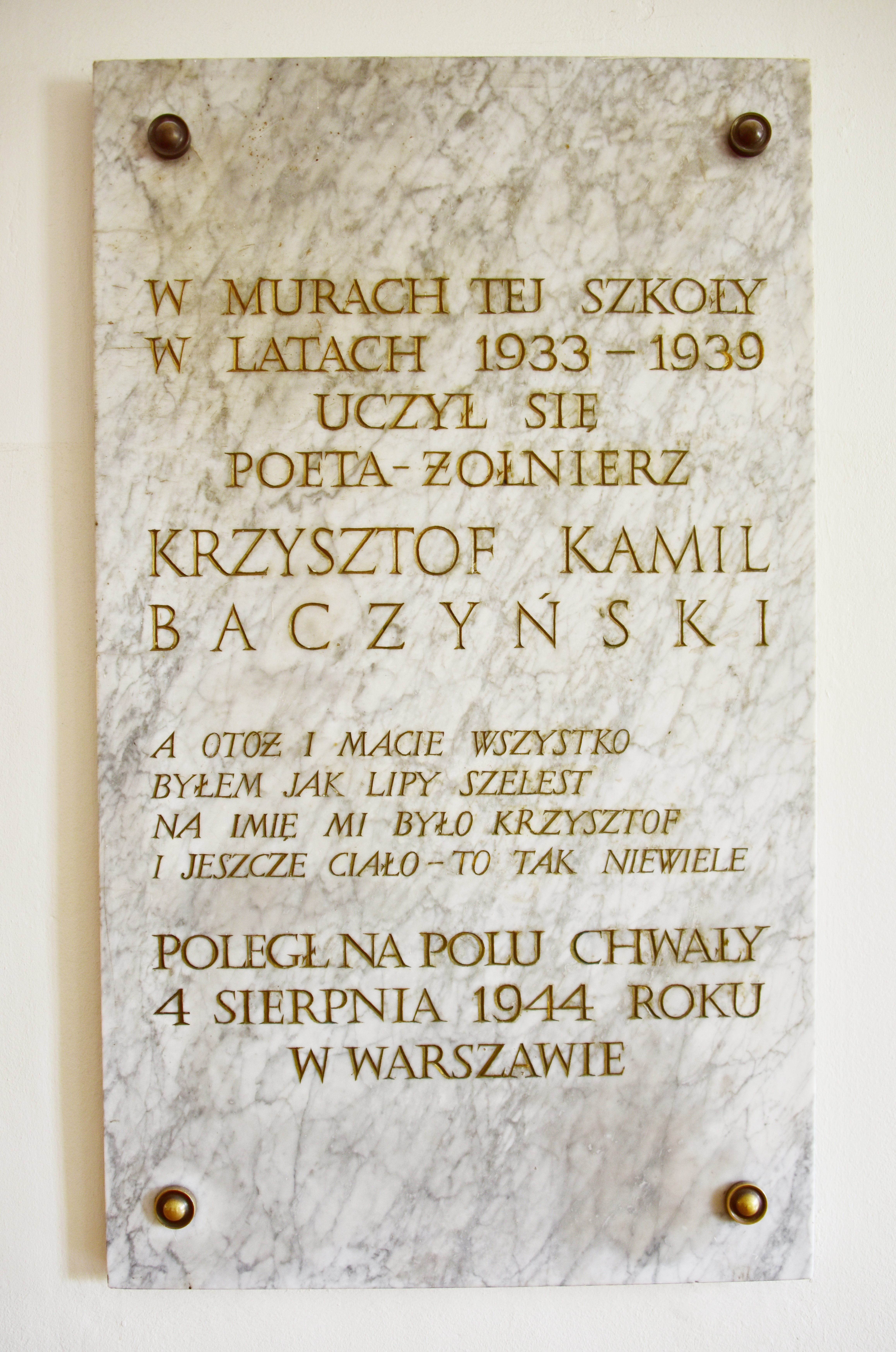
Tablica upamiętniająca Krzysztofa Kamila Baczyńskiego na pierwszym piętrze

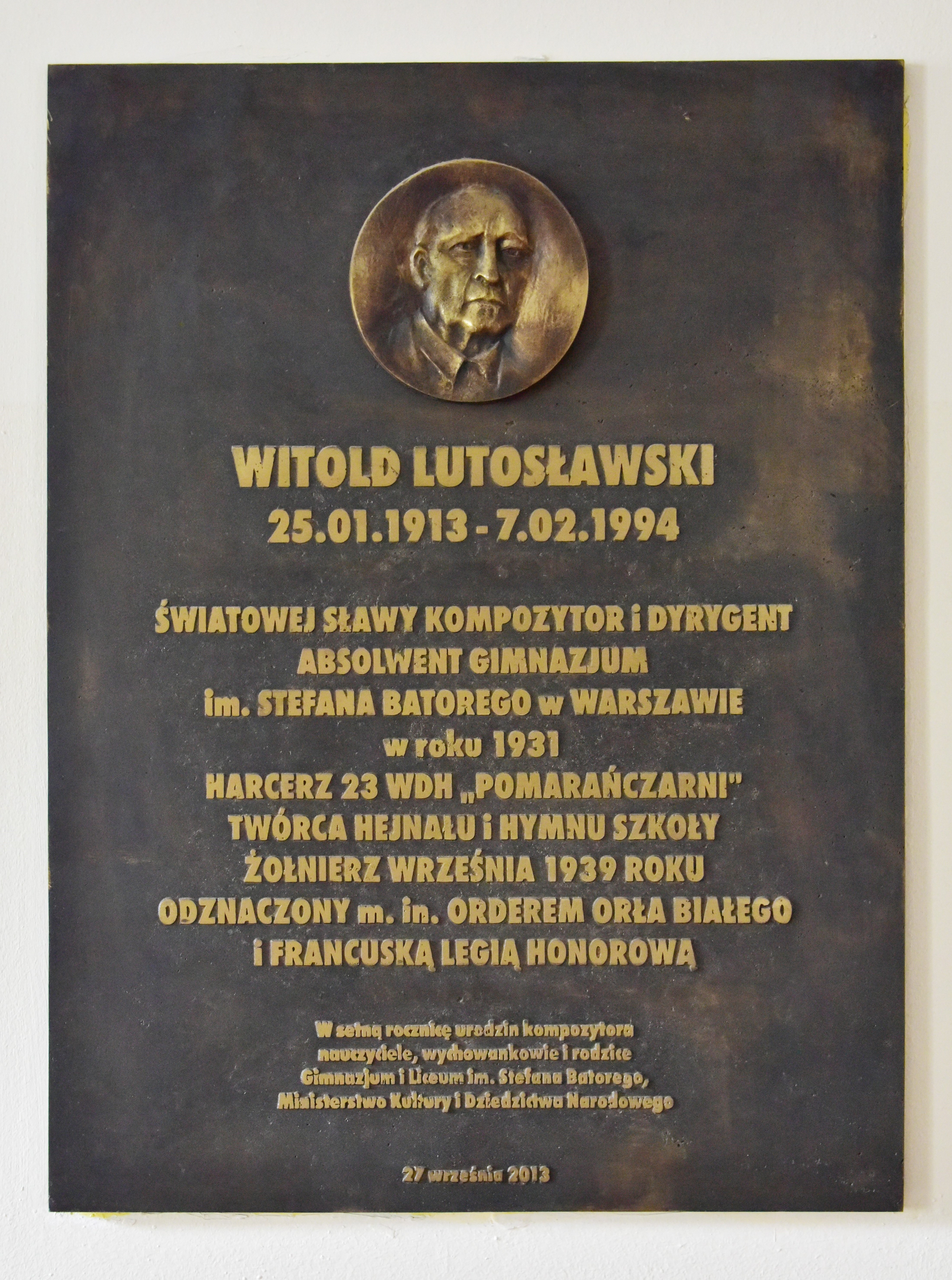
Tablica upamiętniająca Witolda Lutosławskiego na pierwszym piętrze

  - Leszek Dulęba, konstruktor lotniczy
- matura 1926
  - Stanisław Herbst, historyk
  - Jerzy Hryniewiecki, architekt, profesor, projektant Supersamu i katowickiego Spodka
- matura 1927
  - Jan Bogusławski, architekt
  - Marek Leykam, architekt
  - Witold Staniszkis – hydrotechnik, działacz narodowy
- matura 1929
  - Eugeniusz Olszewski, inżynier, historyk techniki
  - Władysław Pożaryski, geolog
  - Marian Eile, dziennikarz, założyciel tygodnika Przekrój
- matura 1931
  - Witold Lutosławski, kompozytor
  - Andrzej Mostowski, matematyk
- matura 1932
  - Janusz Załuska, prof. zootechniki, powstaniec warszawski, Kawaler Orderu Odrodzenia Polski
- matura 1933
  - Jerzy Staniszkis, architekt

- matura 1934
  - Lech Zygmunt Makowiecki, geofizyk, specjalista geofizyki poszukiwawczej złóż surowców mineralnych
- matura 1935
  - Jędrzej Augustyński, żołnierz AK, instruktor harcerski
- matura 1936
  - Stanisław Prowans, prof. chemii, rektor Politechniki Szczecińskiej
  - Mieczysław Warmus, prof. matematyki
- matura 1937
  - Andrzej Prus-Bogusławski, cichociemny
  - Juliusz Łukasiewicz, profesor aerodynamiki
- matura 1938
  - Antoni Bieniaszewski, powstaniec warszawski, Kawaler Orderu Odrodzenia Polski i Orderu Virtuti Militari
  - Roman Pijanowski, prezes Polskiego Związku Motorowego
  - Andrzej Pytlakowski, szachista, taternik, funkcjonariusz UB
  - Bohdan Zalewski, spiker radiowy
- matura 1939
  - Krzysztof Kamil Baczyński, poeta, powstaniec warszawski
  - Jan Bytnar „Rudy”, harcerz i żołnierz AK
  - Maciej Aleksy Dawidowski „Alek”, harcerz i żołnierz AK
  - Krystyn Olszewski, harcerz i żołnierz ZWZ, urbanista, wynalazca, pisarz i poeta
  - Tadeusz Zawadzki „Zośka”, harcerz i żołnierz AK
- matura 1940
  - Andrzej Gwiżdż, profesor nauk prawnych, żołnierz AK
  - Piotr Słonimski, profesor genetyk, twórca genetyki mitochondrialnej
- matura 1941
  - Wojciech Mencel, poeta, redaktor konspiracyjnych czasopism
  - Jan Rodowicz „Anoda”, harcerz i żołnierz AK
  - Zbigniew Flisowski, historyk
- matura 1942
  - Jerzy Kroh, prof. dr chemii, rektor Politechniki Łódzkiej
  - Andrzej Łapicki, reżyser i aktor
  - Klemens Szaniawski, filozof
  - Jerzy Pelc, filozof
  - Andrzej Wyczański, historyk, członek PAN
  - Adam Miłobędzki, historyk architektury, profesor UW, członek PAU
  - Stanisław Ciupalski „Chruślik”, profesor Politechniki Warszawskiej, harcerz i żołnierz AK
  - Maciej Demel, profesor nauk o kulturze fizycznej, lekarz, pedagog
- matura 1943
  - Leon Łukaszewicz, informatyk
- matura 1945
  - Juliusz Bogdan Deczkowski, chemik, harcerz i żołnierz AK
- matura 1946
  - Krystyna Siesicka, prozaik, autorka utworów dla młodzieży
- matura 1947
  - Antoni Mączak, historyk, członek PAN
- matura 1948
  - Jerzy Antepowicz, tenor – solista
  - Barbara Hesse-Bukowska, pianistka
  - Jerzy Świderski „Lubicz”, profesor nauk medycznych, lekarz, kardiolog, harcerz, powstaniec warszawski
- matura 1949
  - Lucjan Szołajski, lektor filmowy
  - Zbigniew Wilma, architekt
- matura 1950
  - Grzegorz Białkowski, prof. fizyki, rektor Uniwersytetu Warszawskiego
  - Marek Grot, dziennikarz sportowy, popularyzator kultury fizycznej i sportu
  - Andrzej Tarkowski, embriolog
- matura 1951
  - Marek Dietrich, prof., rektor Politechniki Warszawskiej
  - Krzysztof Teodor Toeplitz, publicysta
  - Tadeusz Strumff, pisarz, reporter i publicysta
- matura 1952
  - Andrzej Dobosz, pisarz i krytyk literacki
  - Andrzej Kłopotowski, pływak
- matura 1962
  - Wojciech Eichelberger, psycholog
- matura 1963
  - Daniel Olbrychski, aktor
- matura 1966
  - Agnieszka Holland, reżyserka filmowa i teatralna, scenarzystka
  - Krzysztof Czabański, dziennikarz, były prezes Zarządu Polskiego Radia
  - Marek Rymuszko, dziennikarz
- matura 1967
  - Wojciech Trzciński, kompozytor muzyki, właściciel Fabryki Trzciny
- matura 1968
  - Ewa Bem, polska piosenkarka i wokalistka jazzowa
  - Adam Glapiński, poseł, senator, ekonomista, minister w rządach Jana Krzysztofa Bieleckiego i Jana Olszewskiego, członek Rady Polityki Pieniężnej, prezes Narodowego Banku Polskiego
  - Maciej Karpiński, prozaik, dramaturg, scenarzysta
- matura 1971
  - Tadeusz Deszkiewicz, dziennikarz radiowy, urzędnik samorządowy
- matura 1973
  - Andrzej Barcikowski, polityk i urzędnik państwowy
  - Andrzej Tadeusz Kijowski, publicysta telewizyjny, pisarz i animator kultury.
- matura 1974
  - Krzysztof Marzec, kompozytor, gitarzysta, aranżer, producent muzyczny.
  - Włodzimierz Otulak, producent filmowy.
- matura 1975
  - Magdalena Środa, etyk, filozof, publicysta
- matura 1978
  - Grażyna z d. Loska, Torbicka, prezenterka telewizyjna
- matura 1979
  - Maciej Zakrocki, dziennikarz, reżyser, scenarzysta
- matura 1980
  - Andrzej Szyszko[potrzebny przypis], dziennikarz radiowy
  - Dorota Wellman, dziennikarka TV
- matura 1981
  - Piotr Majewski, dziennikarz
  - Wojciech Zimiński, dziennikarz
- matura 1982
  - Maciej Miller, pisarz, lekarz
  - Dariusz Karłowicz, filozof
- matura 1983
  - Anja Orthodox, wokalistka rockowa
  - Aleksander Pociej, prawnik, w dzieciństwie aktor filmowy
- matura 1984
  - Michał Sadowski, fotoreporter
- matura 1985
  - Dorota Chylak, pływaczka
- matura 1986
  - Dariusz Banek, scenarzysta, reżyser
  - Piotr Łopuszański, pisarz, dziennikarz
  - Katarzyna Piekarska, posłanka, działaczka socjaldemokratyczna
- matura 1988
  - Franciszek Longchamps de Bérier, profesor prawa, ksiądz
  - Bartosz Zaczykiewicz, reżyser teatralny, dyrektor naczelny i artystyczny Teatru Studio w Warszawie
- matura 1989
  - Hanna Lis, dziennikarka TV
  - Andrzej Szewiński, siatkarz, polityk
  - Agnieszka Wagner, aktorka
  - Konrad Kołodziejski, dziennikarz
  - Andrzej Mikulski, biolog
- matura 1990
  - Marcin Krasowski, muzyk
  - Justyna Pochanke, dziennikarka TV
- matura 1991
  - Krzysztof Filipiak, profesor, nauczyciel akademicki i lekarz w zakresie kardiologii
- matura 1992
  - Jan Klata, reżyser teatralny
  - Marcin Perchuć, aktor
  - Maciej Knapik[potrzebny przypis], dziennikarz TV, reporter, tłumacz[45]
- matura 1993
  - Beata Sadowska, dziennikarka i prezenterka telewizyjna
  - Łukasz Barczyk, reżyser filmowy i teatralny
  - Tomasz Piątek, pisarz i dziennikarz
  - Michał Figurski, prezenter radiowo-telewizyjny, dziennikarz muzyczny i konferansjer
  - Piotr Gawrysiak, informatyk, dziennikarz i bibliolog
  - Aleksy Uchański, dziennikarz
- matura 1994
  - Michał Brzoza-Brzezina, profesor nauk społecznych, ekonomista
- matura 1997
  - Katarzyna Kasia, filozofka i publicystka
  - Magdalena Niedziałkowska, biolożka
  - Krzysztof Niedziałkowski, socjolog
  - Marcin Rosłoń, piłkarz Legii Warszawa, dziennikarz sportowy
- matura 1998
  - Stanisław Tyszka[46], poseł na Sejm RP, Wicemarszałek Sejmu VII kadencji
- matura 1999
  - Jacek Jastrzębski, prawnik, ekonomista, przewodniczący Komisji Nadzoru Finansowego
  - Anna Mucha, aktorka
- matura 2000
  - Anna Wendzikowska, aktorka
- matura 2001
  - Jerzy Łazor, historyk
- matura 2006
  - Łukasz Jankowski, lekarz nefrolog, działacz samorządu lekarskiego
- matura 2008
  - Julia Pietrucha, aktorka
- matura 2019
  - Michał Matczak, raper

### Uczniowie
- Jan Nielubowicz, prof. medycyny, rektor Akademii Medycznej w Warszawie
- Jan Nowak-Jeziorański, kurier i emisariusz Komendy Głównej Armii Krajowej i Rządu RP w Londynie
- Stefan Zbigniew Różycki, geolog i geograf
- Kazimierz Henryk Podoski, ekonomista, politolog, profesor zwyczajny Wydziału Nauk Społecznych Uniwersytetu Gdańskiego
- Konstanty Jeleński, krytyk literacki, dziennikarz
- Maciej Englert, aktor i reżyser teatralny
- Adam Michnik, dziennikarz, od 1989 redaktor naczelny „Gazety Wyborczej”
- Jan Tomasz Gross, socjolog i historyk, specjalizujący się w europejskiej historii XX wieku i historii zagłady Żydów
- Max Cegielski – dziennikarz, pisarz
- Patrycja Kotecka – dziennikarka

## Wyróżnienia
- Medal Komisji Edukacji Narodowej (1975)[47]
- Nagroda Miasta Stołecznego Warszawy (1988)[47]
- Medal „Pro Masovia” (2008)[48]
- Odznaka Honorowa „Zasłużony dla Mazowsza” (2018)[49]